# ميسرة (ممثلة)
ميسرة (24 مارس 1967 -)، ممثلة مصرية.

## عن حياتها
ولدت في لبنان، لأب مصري وأم لبنانية. كان والدها أستاذ جامعي، عاشت فترة من حياتها في السعودية بسبب عمل والدها ثم عادت لبلدها مرة أخرى، والتحقت في كلية الفنون التطبيقية بقسم الديكور في جامعة حلوان. عاشت سبع سنوات في لندن لأستكمال دراستها هناك.

### حياتها الفنية
رفضت والدتها بالبداية دخولها للتمثيل لأسباب شخصية وخوفها عليها من المشاكل الموجودة فيه، وأثناء أقامتها في لندن عملت كمطربة في الحفلات التي تقام لفنانين عرب هناك، التقت بالإعلامي وجدي الحكيم واقترح عليها العودة لمصر والتفكير مجددًا بدخول التمثيل وخصوصا بعد موافقة والدتها، وشاركت بأول أعمالها التلفزيونية جسر الخطر عام 1999، بينما كان أول أعمالها السينمائية حرامية في كي جي تو عام 2001.

## أعمالها

### في التلفزيون
- جسر الخطر.
- قط وفار فايف ستار.
- أين قلبي.
- الليل وأخره.
- ملفات سرية.
- مشوار امرأة.
- عباس الأبيض في الأسود.
- امرأة في شق الثعبان.
- حمد على السلامة.
- ماتخافوش.
- إسماعيل يس.
- دموع في نهر الحب.
- شاهد اثبات.
- أكتوبر الآخر.
- العنيدة.
- ويأتي النهار.
- العهد - مسلسل إذاعي.
- سيدنا السيد.
- ربيع الغضب.
- ميراث الريح.
- لما تامر ساب شوقية.
- حواري بوخاريست.
- الطوفان.
- رمضان كريم.
- سرايا حمدين.
- عزمي وأشجان.
- عفاريت عصمت.

### في السينما
- حرامية في كي جي تو.
- السفارة في العمارة.
- هو فيه ايه.
- جعلتنى مجرماً.
- صباحو كدب.
- بوبوس.
- عمر وسلمى 2.
- اللمبي 8 جيجا.
- إللي جاي أحسن.
- الجيل الرابع.
- دفع رباعي بقوة.
- محمد حسين.

### في المسرح
- زي الفل.
- حب رايح جاي.

## وصلات خارجية
- ميسرة على موقع IMDb (الإنجليزية)
- ميسرة على موقع الدهليز
- ميسرة على موقع قاعدة بيانات الأفلام العربية